# Fliegender Finne
Fliegender Finne (auch Flying Finn; finnisch lentävä suomalainen, schwedisch flygande finländaren) ist ein Epitheton oder Spitzname, der für verschiedene finnische Sportler benutzt wird. Ursprünglich waren mit der Bezeichnung die erfolgreichen Mittel- und Langstreckenläufer des Landes in den ersten Jahrzehnten des 20. Jahrhunderts gemeint.

## Geschichte

Helmdesign von Leo Kinnunen, 1974

Der erste Sportler, der den Spitznamen „Fliegender Finne“ bekam, war Hannes Kolehmainen. Kolehmainen gewann bei den Olympischen Spielen 1912 in Stockholm drei Gold- und eine Silbermedaille. Zu dieser Zeit gehörte Finnland noch zum Russischen Kaiserreich. Nach dem Ersten Weltkrieg wurde die Bezeichnung für Läufer wie Paavo Nurmi und Ville Ritola weiter verwendet, die die Mittel- und Langstreckendistanz in den 1920er Jahren dominierten. In den 1930er Jahren flachte die finnische Dominanz mit dem Rückzug Nurmis und Ritolas etwas ab, doch Läufer wie Volmari Iso-Hollo und Lauri Lehtinen sorgten noch weiterhin für einige Erfolge finnischer Sportler. In der Zeit während des Zweiten Weltkrieges gehörten Taisto Mäki und Viljo Heino zur Weltspitze. Allerdings war die große Zeit der Fliegenden Finnen im Mittel- und Langstreckenlauf spätestens nach dem Zweiten Weltkrieg zu Ende. In den 1950er und 1960er Jahren waren vor allem im Marathonlauf noch vereinzelt erfolgreiche Finnen zu finden, zum Beispiel Veikko Karvonen. Bei den Olympischen Spielen 1972 und 1976 sorgte Lasse Virén für ein Comeback des Mythos der Fliegenden Finnen. Auch andere Läufer wie Pekka Vasala oder Tapio Kantanen fanden nun wieder den Weg zur Weltspitze. Allerdings hielt diese Phase nur kurz an.
In den 1960er-Jahren wurde die Bezeichnung erstmals auch auf andere finnischen Sportler angewandt. Ein 1968 erschienener Film, der das Duell zwischen den finnischen Rallyefahrern Timo Mäkinen und Hannu Mikkola bei der Tausend-Seen-Rallye zum Thema hatte, trug den Titel „The Flying Finns“. Auch in der Formel 1 hielt der Spitzname Einzug, so zum Beispiel als Aufschrift auf dem Helm Leo Kinnunens. Der ehemalige zweifache Formel-1-Weltmeister Mika Häkkinen trug diesen Spitznamen seit Beginn seiner Karriere. 
Im Laufe der Zeit ließ sich die Bezeichnung in immer mehr Sportarten finden, in denen Finnen große Erfolge feiern konnten.